# VRML
VRML是一种專為WWW（萬維網）而設計的三維圖像置标语言。全称是虚拟现实建模语言，是由VRML协会设计的。VRML标准中既定义了描述三维模型的编码格式，也定义了描述交互或脚本的编码及行为模式。VRML协会现已更名为Web3D联盟 （页面存档备份，存于），VRML标准现在也已经升级为X3D标准。

## 歷史
VRML的最初版为1994年的VRML 1.0，然后是VRML97，最近新版为X3D标准，三者都是ISO认可的国际标准。VRML 1.0最初只是一个模型格式，后来经过扩展和改写，行成了VRML97。VRML97通过原型定义、路由、javascript和一系列的传感器节点完成动画和交互。在VRML97上又发展了骨骼动画和地理坐标等功能扩展。

## 功能
VRML有数次跟随显卡硬件发展的升级，现阶段多数的Direct3D 9.0c和OpenGL 2.0 GLSL的功能特效都可以实现。VRML 规格为支持显卡硬件的功能，添加了从底层的渲染节点，比如支持三角形、三角形扇、三角形条带等基本渲染元素；比如支持设置显卡的混合模式和设置帧缓存、深度缓存、模板缓存的功能；还有节点能支持多纹理和多遍绘制、支持Shader着色、支持多渲染目标（MRT）、支持几何实例（Geometry Instance）、支持粒子系统。2010年已经可以在X3D和VRML中使用延迟着色技术。现在的特效包括SSAO和CSM阴影、实时环境反射和折射、基于实时环境和天光的光照、HDR、运动模糊、景深。VRML 导出插件支持对应3ds MAX标准材质的多种贴图/多纹理。
VRML通过H-anim组件支持骨骼动画和蒙皮，也可以通过原型扩展支持角色AI和动作混合。 
VRML通过DIS组件或Networking组件多支持多用户场景和事件共享。 
现阶段有几个 VRML 引擎能支持ODE物理引擎或PhysX物理引擎。 
VRML浏览器可以通过插件的形式支持Wii控制器、Kinect体感识别、DirectInput、XInput等外设。 
VRML浏览器可以通过插件的支持 语音识别和 TTS 文本朗读。 
大多数三维软件都能够导入或导出VRML格式，部分三维引擎能够直接载入VRML格式的模型，浏览器可以调用Java applet来提供简单的VRML体验。要体验完整的视觉和交互效果，一般需要单独安装浏览器插件或独立程序。

## 其他應用
VRML格式除了一般3D模型呈現外，對於3D掃描所產生的點雲資料亦可記錄與呈現，且資料是帶有色彩(R、G、B)的資訊。

## 和其它实时三维引擎的比较
和最流行Web3D引擎比较，VRML和X3D的市场占有率都不高。这并不是因为技术本身的缺陷，而主要是VRML的制作工具和开发环境相对落后。以前的支持所见即所得的VRML实时开发环境Cosmo Worlds、ISA、Avatar Studio都因为开发公司的转向而没有继续发展，而后面开发的BS Editor、Flux Studio等还没有完善。另外VRML也没有提供完善的功能包，而Quest3D、Unity3D、3D VIA Virtools都提供了完善的功能包。